# Eleccions legislatives sueques de 2010
Les eleccions al Parlament de Suècia del 2010 es van celebrar el 19 de setembre de 2010 a Suècia. El resultat de les eleccions donaren com a resultat una majoria del bloc anomenat Aliança. D'altra banda, el Partit Moderat rebé 10 diputats més que a les eleccions anteriors, amb la qual cosa, i després d'alguns suports, el líder del partit, Fredrik Reinfeldt, fos reelegit primer ministre. Un altre èxit fou el dels Demòcrates Suecs, que aconseguiren obtenir representació.

## Resultats
|                                 |                                                     |           |       |       |           |     |  |  |
| Partits                         | Partits                                             | Vots      | %     | +/-   | Escons    | +/- |  |  |
|                                 | Partit Socialdemòcrata de Suècia Socialdemokraterna | 1.827.497 | 30,66 | -4,33 | 112 / 349 | 18  |  |  |
|                                 | Partit Moderat (Moderaterna)                        | 1.791.766 | 30,06 | +3,83 | 107 / 349 | 10  |  |  |
|                                 | Partit Verd (Miljöpartiet de Gröna)                 | 437.435   | 7,34  | +2,09 | 25 / 349  | 6   |  |  |
|                                 | Partit Popular Liberal ( Folkpartiet liberalerna )  | 420.524   | 7,06  | -0,48 | 24 / 349  | 4   |  |  |
|                                 | Partit de Centre (Centerpartiet)                    | 390.804   | 6,56  | -1,32 | 23 / 349  | 6   |  |  |
|                                 | Demòcrates de Suècia (Sverigedemokraterna)          | 339.610   | 5,70  | +2,77 | 20 / 349  | 20  |  |  |
|                                 | Partit d'Esquerra Vänsterpartiet                    | 334.053   | 5,60  | -0,24 | 19 / 349  | 3   |  |  |
|                                 | Demòcrata-Cristians Kristdemokraterna               | 333.696   | 5,60  | -0,99 | 19 / 349  | 5   |  |  |
|                                 | Partit Pirata (Piratpartiet)                        | 38.491    | 0,65  | +0,02 | 0 / 349   | =   |  |  |
|                                 | Iniciativa Feminista (Feministiskt Initiativ)       | 24.139    | 0,40  | -0,28 | 0 / 349   | =   |  |  |
|                                 | Altres                                              | 22.393    | 0,38  | -     | 0 / 349   | =   |  |  |
| Blanc i Nuls                    | Blanc i Nuls                                        | 68.274    | 1,13  | -     | -         |     |  |  |
| Total (participació 84,63%)     | Total (participació 84,63%)                         | 6.028.682 | 100.0 |       | 349       |     |  |  |
| Font: Resultats electorals 2010 |                                                     |           |       |       |           |     |  |  |